# Lichenostigma arctoparmeliae
Lichenostigma arctoparmeliae är en lavart. Lichenostigma arctoparmeliae ingår i släktet Lichenostigma, och familjen Lichenotheliaceae. Arten är reproducerande i Sverige.